# Pailin

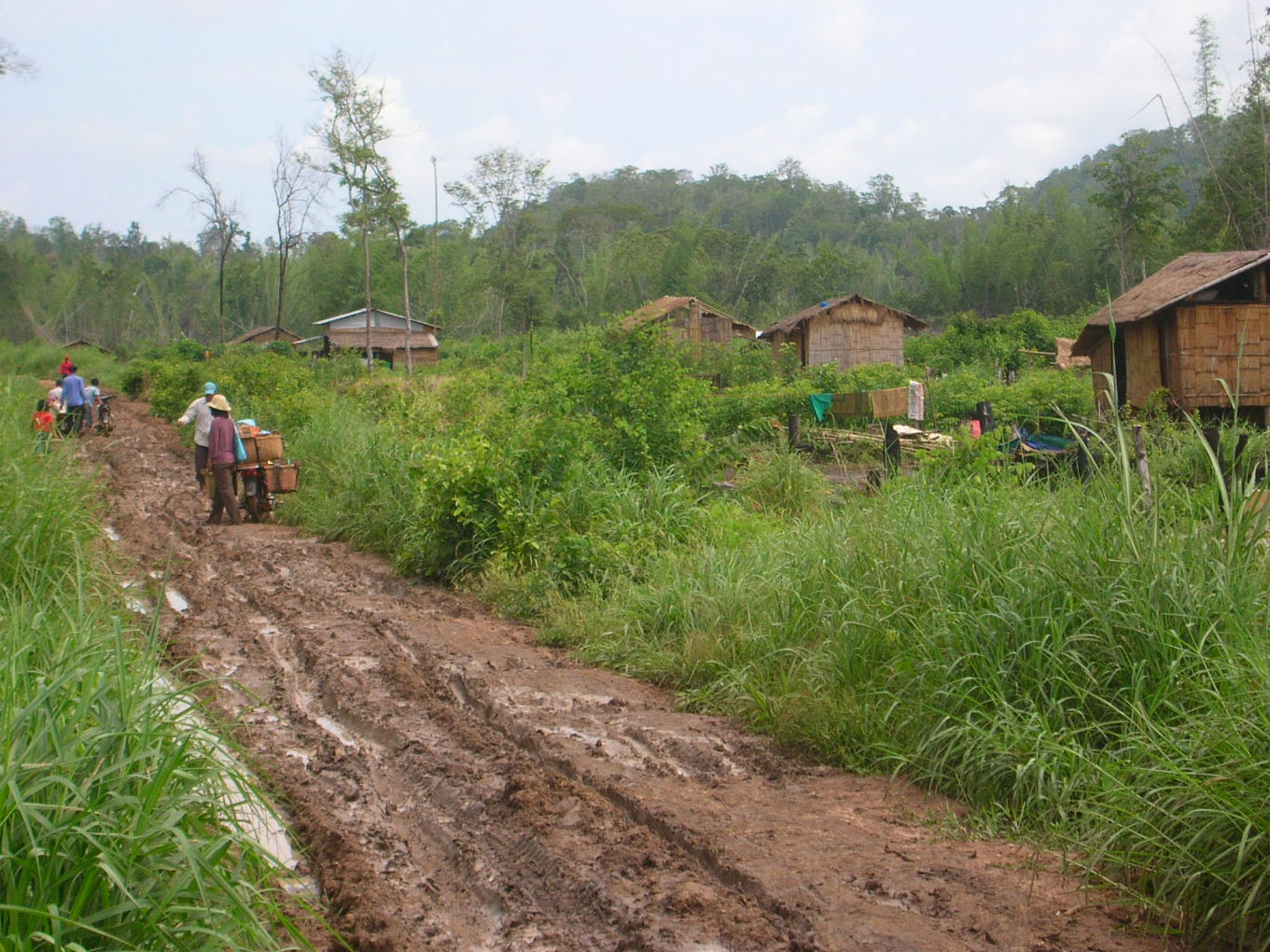
Pailin

Pailin este un oraș din Cambodgia.